# Tobrilus armatus
Tobrilus armatus är en rundmaskart som först beskrevs av Allgen 1925.  Tobrilus armatus ingår i släktet Tobrilus och familjen Tripylidae. Inga underarter finns listade i Catalogue of Life.